# The Heartland Café
The Heartland Café, släppt den 17 februari 1984, var den svenska popgruppen Gyllene Tiders fjärde studioalbum. Det blev gruppens enda album med sångtexter enbart på engelska och det sista innan gruppen gick skilda vägar 1985. På albumlistorna nådde det 18:e plats i Sverige. Sex spår från den släpptes också av Capitol Records i USA som ett minialbum betitlat Heartland, då under gruppnamnet Roxette.

## Låtlista
1. Heartland - 0:51
2. Run Run Run - 2:58
3. Break another Heart - 4:29
4. Teaser Japanese - 3:27
5. Another Place, another time - 3:45
6. Demon Emptiness (Musik av Per Gessle och Mats Persson) - 5:00
7. Dreaming - 3:15
8. When Love's on the Phone (You Just Have to Answer) - 3:51
9. Can You Touch Me? - 3:19
10. Even if it Hurts (It's Alright) - 3:28
11. Heartland Café - 6:16

Alla texter och all musik är skriven av Per Gessle om ej annat anges.
På mini-albumet "Heartland" (under namnet "Roxette") fanns dessa låtar:
1. Teaser Japanese - 3:28
2. Run Run Run - 2:58
3. Break Another Heart - 4:27
4. Dreaming - 3:15
5. When Love's On The Phone (You Just Have To Answer) - 3:51
6. Another Place, Another Time - 3:45

## Medverkande musiker
- Gyllene Tider
  - Micke "Syd" Andersson (trummor, slagverk, synth, kör)
  - Anders Herrlin (elbas, synt)
  - Per Gessle (sång, kör, trumprogrammering)
  - Göran Fritzon (synt, flygel, slagverk, trumprogrammering)
  - Mats Persson (akustiska och elektriska gitarrer, synt, flygel, mandolin, trumpet)

- Övriga
  - Marie Fredriksson (kör)
  - Anne-Lie Rydé (sång på When Love's on the Phone (You Hust Have to Answer))
  - Lasse Lindbom (slagverk, kör)
  - Atsuko Katsube (läser sin egen dikt i Teaser Japanese)
  - Niklas Strömstedt (kör)
  - Erik Strandh (dragspel på Heartland Café)
  - Bengt Palmers (stråkarrangemang och dirigent på Teaser Japanese)

## Utgivning och mottagande

### Singlar frånThe Heartland Café
- Teaser Japanese släpptes som singel med Young Girl som B-sida. Släpptes även i USA under namnet Roxette.
- Break another Heart släpptes endast som promotionsingel i USA under namnet Roxette.

### The Heartland Cafépå CD
The Heartland Café släpptes som CD-skiva den 3 juli 1990, då med fem bonuslåtar (nedan). Denna skiva ingick även i CD-boxen "Kompakta Tider":
- Kiss from a Stranger (tidigare outgiven) - 3:31
- Young Girl (B-sida till Teaser Japanese) - 3:27
- Anytime (från samlingsskivan Hi Fidelity) - 3:27
- Mr. Twilight (tidigare outgiven) - 3:20
- Rock on (tidigare outgiven) -  	4:06

Den 11 april 2007 återutgavs albumet till CD utan bonusspår.

#### Listplaceringar
| Lista (1984) | Topplacering |
| ------------ | ------------ |
| Sverige      | 18           |